# Phare de Kallan
Le phare de Kallan (en finnois : Kallanin majakka) est un phare en mer situé sur la petite île de Kallan, à environ 15 km au nord-ouest de Jakobstad dans le golfe de Botnie, en Ostrobotnie (Finlande).

## Histoire
Le phare, construit en 1956, se trouve à environ 1 km au nord-ouest du phare de Pietarsaari. Le premier équipement lumineux de Kallan était à l'acétylène, mais le phare fut électrifié et automatisé en 1964. Aujourd'hui, le phare fonctionne à l'énergie éolienne.

## Description
Le phare  est une tour cylindrique métallique  de 19 mètres de haut, avec double galerie et lanterne. La tour est peinte en rouge avec une bande blanche au-dessus de la galerie inférieure. Il émet, à une hauteur focale de 23 mètres, deux éclats blanc et rouge et vert selon secteur directionnel, toutes les 6 secondes. Sa portée nominale est de 10 milles nautiques (environ 19 km).
Identifiant : ARLHS : FIN-014 - Amirauté : C4214 - NGA : 18196 .

### Lien connexe
- Liste des phares de Finlande